# Mwandishi
Mwandishi is het negende studioalbum van de Amerikaanse jazzpianist Herbie Hancock. Het werd in december 1970 opgenomen in de Wally Heider Studios in San Francisco en uitgebracht in maart 1971.

## Achtergrond
Herbie Hancock was geruime tijd de vaste toetsenist in Miles Davis' band en was derhalve nauw betrokken bij de ontwikkeling van jazz fusion in Davis' muziek, onder andere in de albums Nefertiti, Filles de Kilimanjaro en In a Silent Way. Onder eigen naam bracht Hancock reeds geruime tijd zijn eigen albums uit, waarbij een aantal funkelementen bevatte, zoals bijvoorbeeld Empyrean Isles (1964) met de jazzstandard Cantaloupe Island. In 1967 kocht Davis een elektrische piano voor Hancock voor de opnames van Davis' album Water in the Pond, en dit zou mee bijdragen aan de latere identiteit van Hancocks muziek.
In 1969 verving Chick Corea Hancock als toetsenist tijdens de opnamen voor het album Bitches Brew, waardoor Hancock volledig op eigen benen kwam te staan. Hij sloot een contract met Warner Bros. Records en bracht onder dit label zijn volgende album uit. Fat Albert Rotunda, waarin jazz fusion met funk werd gecombineerd, werd slechts matig bij het grote publiek ontvangen. Warner Bros. wees Hancock daarom David Rubinson toe als producent, die zou moeten zorgen voor commerciëlere albums.
Voor zijn volgende album stelde Herbie Hancock een sextet samen met onder andere Buster Williams, de bassist van Hancocks laatste album Fat Albert Rotunda.  Naast zijn eigen naam nam Herbie Hancock de naam Mwandishi aan, wat Swahili is voor auteur of schrijver. Ook de overige leden in het sextet kregen Swahili bijnamen. Bassist Buster Williams noemde zich Mchezaji (Speler), fluitist Bennie Maupin Mwile (Lichaam in goede conditie), trombonist Julian Priester Pepo Mtoto (Geestkind), bassist en drummer Billy Hart Jabali (Kracht) en trompettist Eddie Henderson, die psychiater van beroep was, noemde zich Mganga (Arts). De bandleider namen deze Afrikaanse namen onder andere aan omdat ze stil wilden staan bij hun Afrikaanse oorsprong en die van andere Afro-Amerikanen.

## Productie
Mwandishi werd in december 1970 opgenomen in Wally Heider Recording Studio C te San Francisco. David Rubinson moest voor een toegankelijker geluid zorgen, maar werd enthousiast over de avant-gardemuziek van Hancocks sextet. De drie nummers op het album Mwandishi zijn experimenteler en minder funky dan de muziek op Fat Albert Rotunda, maar hadden volgens de recensenten een veel eigener geluid. De bladmuziek bevatte veel ongebruikelijke maatsoorten en liet veel ruimte voor collectieve improvisaties van de bandleden.
Het eerste nummer, Ostinato (Suite For Angela), was een eerbetoon aan de politiek activiste Angela Davis en was uitgevoerd in 15/8 maat. Na You'll Know When You Get There sluit het album af met Wandering Spirit Song, waar de spanning wordt opgebouwd door toenemende crescendo's, om vervolgens te eindigen in een climax bestaande uit lange akkoorden op Hancocks elektrische piano.
In een interview in 1971 verklaarde Herbie Hancock dat Mwandishi zijn favoriete album tot dan toe was. De muziek had zijn wortels in veel ouder van zijn ouder, met name in The Egg van Empyrean Isles. Hancock vond de composities op Mwandishi beter en de solo's volmaakter uitgevoerd.

## Ontvangst
Time magazine rekende Mwandishi tot de tien beste albums van 1971. Maar hoewel veel muziekcritici zich lovend uitlieten over Mwandishi , vielen de verkoopcijfers tegen, mede dankzij het ontoegankelijke karakter van de jazz fusion.

## Bezetting en tracklist
Herbie Hancocks sextet
- Mwandishi / Herbie Hancock – Fender Rhodes piano
- Mchezaji / Buster Williams – contrabas
- Jabali / Billy Hart – drums
- Mganga / Eddie Henderson – trompet, bugel
- Mwile / Bennie Maupin – basklarinet, altfluit, piccolo
- Pepo Mtoto / Julian Priester – tenortrombone, bastrombone

met
- Ronnie Montrose – gitaar op "Ostinato (Suite For Angela)"
- Leon "Ndugu" Chancler – drums en percussie
- José "Chepito" Areas – conga en timbales op "Ostinato (Suite For Angela)"

| Nr. | Titel                                                           | Duur  |
| --- | --------------------------------------------------------------- | ----- |
| 1.  | Ostinato (Suite For Angela) (Geschreven door Herbie Hancock)    | 13:10 |
| 2.  | You'll Know When You Get There (Geschreven door Herbie Hancock) | 10:22 |
| 3.  | Wandering Spirit Song (Geschreven door Julian Priester)         | 21:26 |